# Calodendrum
Calodendrum es un género con dos especies de plantas  perteneciente a la familia Rutaceae. Son árboles nativos de África.

## Especies
- Calodendrum capense Thunb.
- Calodendrum eickii Engl.